# مجلة الرسوم
كانت كارتونز ماغازين (مجلة الرسوم) مجلة كاريكاتورية تعرض رسوم من صحف أمريكية وأجنبية. نُشرت المجلة بين عامي 1912 و1922، وكان الناشر هو هنري هايفن ويندسور، الذي سبق له نشر مجلة بوبولار ميكانيكس. وقد جرى الترويج للمجلة على أنها "ندوة في الكاريكاتير العالمي"، وادّعت أنها تُقدّم "ما تُفكّر به أمم العالم في بعضها البعض".